# Greatest Hits - Le cose non vanno mai come credi
Greatest Hits -  Le cose non vanno mai come credi è un album raccolta pubblicato nel 2002 dalla cantautrice Giorgia.

## Descrizione
Contiene le più grandi hit (tra cui Di sole e d'azzurro, Girasole, E poi, Come saprei, Un'ora sola ti vorrei) più tre inediti: Vivi davvero, Marzo e una nuova versione di E poi.
È stato uno straordinario successo discografico del 2002/03: l'album ha venduto molto in Italia (oltre 700 000 copie solo nel primo anno dalla pubblicazione e più di 1.000.000 copie totali), la canzone Vivi davvero è stata suonatissima nelle radio e il tour che ne è conseguito (Le cose non vanno mai come credi tour) ha segnato il tutto esaurito in tutta l'Italia. Tra tutti i cd usciti in Italia nel 2002, il greatest hits di Giorgia è al 2º posto tra i più venduti di quell'anno dietro alla raccolta di Laura Pausini (ad oggi tutte e due le raccolte hanno venduto poco più di 1.000.000 di copie).
Questo album è dedicato al cantante Alex Baroni, suo compagno morto in un incidente di moto il 13 aprile dello stesso 2002: nel booklet illustrativo, infatti, si legge: Ad Alessandro, con tutto l'amore che c'è stato e che per sempre resterà. B.d.r. Nel 2010 il disco risulta ancora e costantemente in classifica, fino ad oggi l'album ha venduto oltre 1 milione di copie.
Ancora nel 2012 l'album, costantemente presente nella classifica dei più venduti, vende altre 30.000 copie e riesce ad aggiudicarsi un disco d'oro dopo 10 anni esatti dalla pubblicazione. Nel gennaio 2014 l'album rientra nuovamente, per otto settimane consecutive, nella Top 100 della Federazione Industria Musicale Italiana tra gli album più venduti in Italia. Il 20 febbraio 2015 l'album riceve una nuova certificazione FIMI, disco di platino, per aver venduto altre 50.000 copie.
Questo album stampato anche per altri paesi nella versione stampata per l'America del nord contiene una variazione della tracklist dove mancano la versione originale di E poi che rimarrà solo nella nuova versione e manca anche Tradirefare; in sostituzione sono stati aggiunti With You (versione inglese di Di sole e d'azzurro), Treasure in your heart (versione inglese di Qualcosa cambierà) e una versione solo in inglese di Save the world.

## Tracce
1. Vivi davvero – 4:25 (Giorgia Todrani)
2. E poi – 4:25 (Giorgia Todrani, Massimo Calabrese, Marco Rinalduzzi)
3. Come saprei – 4:59 (testo: Eros Ramazzotti, D. Cogliati, Giorgia Todrani – musica: Eros Ramazzotti, V. Tosetto)
4. E c'è ancora mare – 4:54 (testo: E. Avitablile, C. Valli – musica: E. Avitablile)
5. Strano il mio destino – 4:13 (Giorgia Todrani, M. Fabrizio)
6. Un'ora sola ti vorrei – 3:49 (Umberto Bertini, Paola Marchetti)
7. Un amore da favola – 3:27 (testo: Giorgia Todrani – musica: Giorgia Todrani, F. M. Colasanti)
8. Dimmi dove sei – 3:54 (Pino Daniele)
9. Ho voglia di ricominciare – 4:25 (testo: Giorgia Todrani – musica: Giorgia Todrani, F.M. Colasanti)
10. Parlami d'amore – 3:59 (Giorgia Todrani, D. Warren)
11. Tradirefare – 4:19 (testo: Giorgia Todrani – musica: Giorgia Todrani, A. Pennino)
12. Girasole – 3:49 (testo: Giorgia Todrani – musica: Giorgia Todrani, A. Pennino)
13. Il mare sconosciuto – 4:46 (testo: Giorgia Todrani – musica: Giorgia Todrani, Michael Baker, R. Peterson, P. Anderson)
14. Di sole e d'azzurro – 4:16 (A. Fornaciari, M. Saggese, M. Vergnaghi)
15. Senza ali – 3:48 (testo: Giorgia Todrani – musica: Giorgia Todrani, Michael Baker)
16. Marzo – 6:04 (testo: Giorgia Todrani – musica: Giorgia Todrani, Michael Baker)
17. E poi 2002 – 5:39 (Giorgia Todrani, Massimo Calabrese, Marco Rinalduzzi)

- Tracce 1, 16 e 17 inedite
- Traccia 2 proveniente dall'album Giorgia (1994)
- Tracce 3-4 proveniente dall'album Come Thelma & Louise (1995)
- Traccia 5 proveniente dall'album Strano il mio destino (Live & studio 95/96) (1996)
- Tracce 6-9 provenienti dall'album Mangio troppa cioccolata (1997)
- Tracce 10-12 provenienti dall'album Girasole (1999)
- Tracce 13-15 provenienti dall'album Senza ali (2001)

## Successo commerciale
Greatest Hits - Le cose non vanno mai come credi è rimasto per due settimane alla prima posizione della classifica italiana FIMI degli album più venduti del 2002, per sei settimane alla seconda posizione, e per due settimane alla terza, restando nella Top 3 della classifica per dieci settimane consecutive, e nella Top 20 per ben cinquantatré settimane, tra 2002 e 2003. L'album è rimasto anche quindici settimane nella classifica svizzera degli album più venduti.
L'album continua a tornare in classifica negli anni in posizioni sempre alte mentre addirittura nel 2012 ottiene un'ulteriore certificazione come disco d'oro per aver venduto altre 30.000 copie mentre nel 2014 ottiene un ulteriore disco di platino per altre 50.000 copie
Il disco viene venduto fisicamente anche in Inghilterra e Canada dove vende circa 40.000 copie fino al 2014.

## Classifiche

### Posizioni massime
| Classifica (2002) | Posizione massima |
| ----------------- | ----------------- |
| Italia            | 1                 |
| Svizzera          | 49                |

### Classifiche di fine anno
| Classifica (2002) | Posizione |
| ----------------- | --------- |
| Italia            | 4         |
| Classifica (2003) | Posizione |
| Italia            | 20        |